# Sarcophaga pseudosubulata
Sarcophaga pseudosubulata är en tvåvingeart som först beskrevs av Tadao Kano och William D. Field 1963.  Sarcophaga pseudosubulata ingår i släktet Sarcophaga och familjen köttflugor. Inga underarter finns listade i Catalogue of Life.